# Posłowie Rady Narodowej Republiki Słowackiej V kadencji
Posłowie do Rady Narodowej Republiki Słowackiej V kadencji – posłowie do Rady Narodowej wybrani w wyborach w 2010.
Kierunek – Socjalna Demokracja
1. Jaroslav Baška
2. Juraj Blanár
3. Dušan Bublavý
4. Jozef Buček
5. Jozef Burian
6. Dušan Čaplovič
7. Miroslav Číž
8. Vladimír Faič
9. Igor Federič
10. Robert Fico
11. Darina Gabániová
12. Dušan Galis
13. Tibor Glenda
14. Martin Glváč
15. Pavol Goga
16. Igor Choma
17. Ľubomír Jahnátek
18. Dušan Jarjabek
19. Viliam Jasaň
20. Vladimír Jánoš
21. Robert Kaliňák
22. Peter Kažimír
23. Andrej Kolesík
24. Maroš Kondrót
25. Magda Košútová
26. Marián Kovačócy
27. Mikuláš Krajkovič
28. Stanislav Kubánek
29. Jana Laššáková
30. Ladislav Lazár
31. Iveta Lišková
32. Róbert Madej
33. Marek Maďarič
34. Mojmír Mamojka
35. Ľuboš Martinák
36. Vladimír Matejička
37. Dušan Muňko
38. Bibiána Obrimčáková
39. Branislav Ondruš
40. Pavol Paška
41. Pavol Pavlis
42. Peter Pelegrini
43. Ľubomír Petrák
44. Ján Počiatek
45. Ján Podmanický
46. Richard Raši
47. Ján Richter
48. Ľubica Rošková
49. Marián Saloň
50. Ján Senko
51. Viktor Stromček
52. Peter Šuca
53. Viera Tomanová
54. Jozef Valocký
55. Jana Vaľová
56. Ivan Varga
57. Ľubomír Vážny
58. Anna Vitteková
59. Marián Záhumenský
60. Renáta Zmajkovičová
61. Ľubomír Želiezka
62. Peter Žiga

Słowacka Unia Chrześcijańska i Demokratyczna – Partia Demokratyczna
1. Miroslav Beblavý
2. Katarína Cibulková
3. Jana Dubovcová
4. Martin Fedor
5. Tomáš Galbavý
6. Ján Golian
7. Kamil Homoľa
8. Milan Hort
9. Zoltán Horváth
10. Ivan Chaban
11. Jaroslav Ivančo (nie złożył ślubowania, mandat objęła Jarmila Tkáčová)
12. Stanislav Janiš
13. Milan Ježovica (nie złożył ślubowania, mandat objął Alexander Slafkovský)
14. Eugen Jurzyca (nie złożył ślubowania, mandat objął Milan Gaľa)
15. Ľudovít Kaník
16. Pavol Kubovič
17. Štefan Kužma
18. Peter Markovič
19. Ondrej Matej
20. Ivan Mikloš (nie złożył ślubowania, mandat objął Marek Vargovčák)
21. Jozef Mikuš
22. Viliam Novotný
23. Martin Pado
24. Iveta Radičová (nie złożył ślubowania, mandat objął Tibor Tóth)
25. Tatiana Rosová
26. Ivan Štefanec
27. Magdaléna Vášáryová
28. Lucia Žitňanská (nie złożyła ślubowania, mandat objął Richard Oravec)

Wolność i Solidarność
1. Natália Blahová
2. Juraj Droba
3. Martin Fecko
4. Stanislav Fořt
5. Ľubomír Galko (nie złożył ślubowania, mandat objął Jaroslav Suja)
6. Pavol Hladký
7. Martin Chren (nie złożył ślubowania, mandat objął Ľuboš Majer)
8. Ľudovít Jurčík
9. Erika Jurinová
10. Peter Kalist
11. Jana Kiššová
12. Jozef Kollár
13. Daniel Krajcer (nie złożył ślubowania, mandat objął Kamil Krnáč)
14. Jozef Mihál (nie złożył ślubowania, mandat objął Štefan Tomčo)
15. Juraj Miškov (nie złożył ślubowania, mandat objęła Zuzana Aštaryová)
16. Lucia Nicholsonová (nie złożyła ślubowania, mandat objął Milan Laurenčík)
17. Martin Poliačik
18. Szilárd Somogyi
19. Richard Sulík
20. Richard Švihura
21. Jozef Viskupič

Ruch Chrześcijańsko-Demokratyczny
1. Pavol Abrhan
2. Július Brocka
3. Ján Figeľ (nie złożył ślubowania, mandat objął Július Stanko)
4. Martin Fronc
5. Pavol Hrušovský
6. Ján Hudacký (nie złożył ślubowania, mandat objął Marián Radošovský)
7. Daniel Lipšic (nie złożył ślubowania, mandat objął Marián Kvasnička)
8. Anton Marcinčin
9. Peter Muránsky
10. Radoslav Procházka
11. Alojz Přidal
12. Mária Sabolová
13. Ivan Uhliarik (nie złożył ślubowania, mandat objęła Monika Gibalová)
14. Jana Žitňanská

Most-Híd
1. Tibor Bastrnák
2. Béla Bugár
3. Ondrej Dostál (z rekomendacji OKS)
4. Gábor Gál
5. Rudolf Chmel (nie złożył ślubowania, mandat objęła Edita Pfundtner)
6. József Nagy
7. László Nagy
8. Peter Osuský (z rekomendacji OKS)
9. Igor Sidor
10. Zsolt Simon (nie złożył ślubowania, mandat objął Péter Vörös)
11. László Sólymos
12. František Šebej (z rekomendacji OKS)
13. Ivan Švejna (nie złożył ślubowania, mandat objął Elemér Jakab)
14. Peter Zajac (z rekomendacji OKS)

Słowacka Partia Narodowa
1. Vincent Lukáč
2. Ján Mikolaj
3. Rafael Rafaj
4. Ján Slota
5. Igor Štefanov
6. Dušan Švantner
7. Štefan Zelník

niezrzeszeni
1. Anna Belousovová (wybrana z listy SNS)
2. Andrej Ďurkovský (wybrany z listy KDH)
3. Igor Matovič (wybrany z listy SaS)
4. Rudolf Pučík (wybrany z listy SNS)